# Тараканово (Островский район)
Тараканово — деревня в Островском районе Псковской области. Входит в состав Островской волости.
Расположена у автодороги А116 (участок Остров —  Порхов), на реке Щепец, в 14 км к северо-востоку от центра города Острова.
| 2001 | 2002 | 2010 |
| ---- | ---- | ---- |
| 4    | ↗5   | ↘0   |

## История
Деревня до апреля 2015 года входила в состав ныне упразднённой Волковской волости района.